# إدوين أرنولد
ادوين ارنولد (بالإنجليزية: Edwin Arnold)‏ (و. 1832 – 1904 م) هو صحفي، وشاعر من المملكة المتحدة . ولد في Gravesend .

## التعليم
تعلم في University College، وكلية كينجز لندن

## أعمال بارزة
من أهم أعماله The Light of Asia

## جوائز
حصل على جوائز منها:
- Companion of the Order of the Star of India
- Knight Commander of the Order of the Indian Empire.

## روابط خارجية
- إدوين أرنولد على موقع الموسوعة البريطانية (الإنجليزية)
- إدوين أرنولد على موقع ميوزك برينز (الإنجليزية)